# Cosimo al II-lea de' Medici, Mare Duce de Toscana
Cosimo al II-lea de' Medici (n. 12 mai 1590, Florența, Marele Ducat de Toscana – d. 28 februarie 1621, Florența, Marele Ducat de Toscana) a fost Mare Duce de Toscana din 1609 până în 1621. A fost fiul cel mare al lui Ferdinando I de' Medici, Mare Duce de Toscana și a Cristinei de Lorena. S-a căsătorit cu Arhiducesa Maria Madalena de Austria și a avut opt copii.
În cea mai mare parte a celor unsprezece ani de domnie ai săi, el a delegat miniștrilor săi administrarea Toscanei. Este cunoscut ca susținător a lui Galileo Galilei, tutorele lui din copilărie. A murit de tuberculoza în 1621. 

## Biografie
Cosimo de' Medici a fost fiul cel mare a lui Ferdinando I de' Medici, Mare Duce de Toscana și a Cristinei de Lorena. Tatăl lui a dorit pentru fiul său o educație modernă: Galileo Galilei a fost tutorele lui Cosimo între 1605 și 1608. Ferdinando a aranjat căsătoria fiului său în 1608 cu Arhiducesa Maria Maddalena de Austria, fiica lui Carol al II-lea, Arhiduce de Austria. Împreună ai au avut opt copii printre care și succesorul lui Cosimo, o arhiducesă a Austriei, o Ducesă de Parma și doi cardinali.
Ferdinando I a murit în 1609. Din cauza sănătății sale precare, Cosimo nu a participat activ la guvernarea regatului său. După doar un an de la ascensiunea lui Cosimo, Galileo care a descoperit sateliții lui Jupiter i-a botezat inițial Cosmica Sidera (Stelele lui Cosimo) însă nu s-au impus sub acest nume. Mai târziu, aderarea lui Galileo la copernicanism a dus la procesul său în fața Inchiziției romane și a fost ținut sub arest la domiciliu în Toscana de la 1633 până la moartea sa în 1642.
Marele Duce a extins asiduu flota navală. A murit la 28 februarie 1621 de tuberculoză la vârsta de 30 de ani. A fost succedat de fiul său mai mare, Ferdinando. Regența în timpul minoratului fiului său care avea 10 ani, a fost deținută de soția lui Cosimo și de mama sa, așa cum și-a dorit Marele Duce. 
1. ↑  Union List of Artist Names, 7 ianuarie 2015, accesat în 21 mai 2021
2. ↑  RKDartists, accesat în 2 martie 2018
3. 1 2  Czech National Authority Database, accesat în 1 martie 2022